# SN 1992ag
SN 1992ag – supernowa typu Ia odkryta 3 lipca 1992 roku w galaktyce E508-G67. Jej maksymalna jasność wynosiła 16,64m.